# Bahnhof Berlin Jungfernheide
Bahnhof Berlin Jungfernheide  egy átmenő vasútállomás Németországban, Berlinben. Az állomáson egyaránt megállnak a regionális vonatok és az S-Bahn járatok. Utasforgalma alapján a német vasútállomáskategória negyedik osztályába tartozik.

## Vasútvonalak
Az állomást az alábbi vasútvonalak érintik:
- Berlin Ringbahn
- Siemensbahn
- Berlin–Hamburg nagysebességű vasútvonal

## Szomszédos állomások
Az állomáshoz az alábbi állomások vannak a legközelebb:
- Berlin-Gesundbrunnen állomás (Berlin-Gesundbrunnen állomás, RB 21)
- Fern- und Regionalbahnhof Berlin-Spandau (Potsdam Hauptbahnhof, RB 21)

## Forgalom
| Járat              | Útvonal |
| ------------------ | --- |
| RE 4               | (Stendal –) Rathenow – Wustermark – Berlin Jungfernheide – Berlin Potsdamer Platz – Berlin Südkreuz – Ludwigsfelde – Jüterbog – Falkenberg (Elster) |
| RB 10              | Nauen – Falkensee – Berlin-Spandau – Berlin Jungfernheide – Berlin Hauptbahnhof – Berlin Potsdamer Platz – Berlin Südkreuz |
| RB 14              | Nauen – Falkensee – Berlin-Spandau – Berlin Jungfernheide – Berlin Hauptbahnhof – Berlin Potsdamer Platz – Berlin Südkreuz |
| RB 21              | Berlin Gesundbrunnen – Berlin Jungfernheide – Berlin-Spandau – Dallgow-Döberitz – Wustermark – Golm – Potsdam |
| ↻ ↺                | Gesundbrunnen – Schönhauser Allee – Prenzlauer Allee – Greifswalder Straße – Landsberger Allee – Storkower Straße – Frankfurter Allee – Ostkreuz – Treptower Park – Sonnenallee – Neukölln – Hermannstraße – Tempelhof – Südkreuz – Schöneberg – Innsbrucker Platz – Bundesplatz – Heidelberger Platz – Hohenzollerndamm – Halensee – Westkreuz – Messe Nord/ICC – Westend – Jungfernheide – Beusselstraße – Westhafen – Wedding – Gesundbrunnen |
|                    | Rathaus Spandau – Altstadt Spandau – Zitadelle – Haselhorst – Paulsternstraße – Rohrdamm – Siemensdamm – Halemweg – Jakob-Kaiser-Platz – Jungfernheide – Mierendorffplatz – Richard-Wagner-Platz – Bismarckstraße – Wilmersdorfer Straße – Adenauerplatz – Konstanzer Straße – Fehrbelliner Platz – Blissestraße – Berliner Straße – Bayerischer Platz – Eisenacher Straße – Kleistpark – Yorckstraße – Möckernbrücke – Mehringdamm – Gneisenaustraße – Südstern – Hermannplatz – Rathaus Neukölln – Karl-Marx-Straße – Neukölln – Grenzallee – Blaschkoallee – Parchimer Allee – Britz-Süd – Johannisthaler Chaussee – Lipschitzallee – Wutzkyallee – Zwickauer Damm – Rudow |
| 2022. december 11. | |